# Tadeusz Ciświcki
Tadeusz Wiktor Ciświcki (ur. 1879 w Lublinie, zm. 1940) – polski publicysta, prawnik, działacz Narodowej Demokracji, a następnie "Secesji". Wysoki urzędnik Ministerstwa Przemysłu i Handu.

## Życiorys
Ukończył ze złotym medalem gimnazjum lubelskie (1899). Studiował na Wydziale Chemii Instytutu Technologicznego w Petersburgu ale studiów nie ukończył. Podczas Rewolucji 1905 powrócił do Lublina i rozpoczął aktywną działalność w środowisku narodowych demokratów. Był członkiem Ligi Narodowej i Stronnictwa Demokratyczno-Narodowego. Był od 1906 redaktorem i czołowym publicystą „Ziemi Lubelskiej” – ówczesnego organu Narodowej Demokracji w Lublinie. Jak napisał o nim w swych wspomnieniach Witold Giełżyński: Obdarzony fenomenalną pamięcią, oczytany w historii i literaturze, posiadający łatwość pióra i zacięcie polemiczne, stał się zawziętym szermierzem kierunku narodowego, odważnym w walce z obcym rządem i niebezpiecznym dla przeciwników ideowych we własnym społeczeństwie. On to prowadził najbardziej zajadłe kampanie przeciwko „Kurierowi Lubelskiemu” i jego kierownikom, z zasady nie podpisując się lub ukrywając pod kryptonimami. Ale spod jego pióra wyszły też śmiałe i nieodparte ataki antyrządowe. W tym okresie pełnił też funkcję prezesa Kasy Przemysłowców w Lublinie a także był członkiem Lubelskiego Towarzystwa Dobroczynności (1919–1924). Był także bibliofilem i darczyńcą Biblioteki Publicznej im. Hieronima Łopacińskiego w Lublinie. Sekretarz Koła Lubelskiego Towarzystwa Opieki nad Zabytkami Przeszłości. W latach 1909–1912 był kasjerem Lubelskiego Towarzystwa Literacko-Naukowego. Współzałożyciel i członek oddziału w Lublinie Polskiego Towarzystwa Krajoznawczego.
Wobec narastających rozbieżności w ramach endecji, sprzeciwiając się lansowanej przez Romana Dmowskiego orientacji na Rosję ostatecznie od 1911 przystąpił do „Secesji” i stał się na gruncie lubelskim głównym działaczem lubelskiego Zjednoczenia Narodowego. Podczas I wojny światowej działał w Klubie Polskim w Lublinie a następnie związał się z Ligą Państwowości Polskiej. Był zwolennikiem rozwiązania austro-polskiego, autorem licznych broszur go wspierających, a także propagatorem idei króla polskiego w środowiskach wiejskich. Uczestniczył także w rozmowach dot. konsolidacji stronnictw polskich w listopadzie 1916.
Po odzyskaniu niepodległości ukończył studia na Wydzial Prawa uniwersytetu w Poznaniu. Następnie pracował jako urzędnik w Ministerstwie Handlu i Przemysłu. W 1924 r. wziął udział w zjeździe „wychowańców" Gimnazjum Lubelskiego.

### Prace Tadeusza Ciświckiego
- Jak zwiedzić w ciągu jednego dnia pamiątki Lublina, Lublin 1908
- Czy Lublin był miastem rosyjskiem i prawosławnem, Lublin 1914
- O naczelniku państwa i prezydencie Rzeczypospolitej Polskiej, Studium prawno-polityczne, Poznań 1922

## Życie prywatne
Urodził się w rodzinie ziemiańskiej. Syn wziętego adwokata, lidera Narodowej Demokracji w Lublinie Teofila Ciświckiego (1848–1924) i jego drugiej żony Maryni z Kamińskich (1857-1884). Jego siostrami były: Jadwiga (1884-1949) żona Bronisława Malewskiego i Helena.